# Округ Фарибо (Минесота)
Фарибо (енгл. Faribault County) је округ у америчкој савезној држави Минесота.

## Демографија
По попису из 2010. године број становника је 14.553, што је 1.628 (-10,1%) становника мање него 2000. године.
| Група             | 2000.          | 2010.          |
| Белци             | 15.402 (95,2%) | 13.519 (92,9%) |
| Афроамериканци    | 39 (0,2%)      | 47 (0,3%)      |
| Азијати           | 58 (0,4%)      | 43 (0,3%)      |
| Хиспаноамериканци | 566 (3,5%)     | 817 (5,6%)     |
| Укупно            | 16.181         | 14.553         |